# 国東市コミュニティバス
国東市コミュニティバス（くにさきしコミュニティバス）は、大分県国東市が運行するコミュニティバスである。「おでかけ号」の愛称が付けられている。

## 概要
- 路線は、現国東市に合併前の旧自治体単位で、「国見町方面」、「国東町方面」、「武蔵町・安岐町方面」に分かれている。
- 運行は、国東観光バスに委託されている。
- 運賃は、1乗車100円均一で、未就学児は無料。定期券、回数券はなし。

## 沿革
- 2006年10月2日 - 試験運行開始。運賃無料にて運行[1]。
- 2007年4月2日 - 本格運行開始、同時に有償化。一部路線で増発、バス停追加や運行日変更を実施[2]。
  - 各路線1往復運行だったのを、向田・浜陽線を除き1.5往復（昼便の折返便を設定）に変更。
  - 向田・浜陽線の運行日を土曜から金曜に変更。
  - バス停追加：道の駅くにみ（熊毛・長瀬線、大熊毛・小熊毛線、鬼籠・櫛海線、櫛来線）、瓜生野（向田・浜陽線）、ホキ（堅来線）、中山吹（赤松線）、上治郎丸中央、上仲吉、上川内（以上治郎丸線）、日陽（山口線）、武蔵隣保館（志和利線、松ヶ迫・小ヶ倉線）
  - コミュニティバスの愛称を「おでかけ号」に決定。

## 路線
以下は、2010年5月1日時点での情報である。

### 国見町方面
熊毛・長瀬線
- 伊美バス停 - 国見総合支所 - 道の駅くにみ - 長瀬 - 熊毛港 - 大熊毛公民館 - 影
  - 月曜のみの運行。

大熊毛・小熊毛線
- 伊美バス停 - 国見総合支所 - 道の駅くにみ - 小熊毛上 - 大熊毛公民館 - 内迫公民館
  - 火曜のみの運行。

鬼籠・櫛海線
- 伊美バス停 - 道の駅くにみ - 国見総合支所 - 妙光寺前 - 大河内 - 鬼籠下 - 鬼籠上
  - 水曜のみの運行。

櫛来線
- 伊美バス停 - 国見総合支所 - 道の駅くにみ - 下櫛来公民館 - 須川上 - 高地上 - 宮道
  - 木曜のみの運行。

向田・浜陽線
- 国東バスターミナル - 道の駅くにさき - アストくにさき - 富来橋 - 浜四つ角 - 音 - 浜公民館 - 向田入口 - 向田上
  - 金曜のみの運行。

### 国東町方面
深江・寺山線
- 国東バスターミナル - 道の駅くにさき - アストくにさき - 浜崎 - 寺山公民館 - 富来橋 - 深江入口 - 深江上
  - 月曜のみの運行。

堅来線
- 国東バスターミナル - 道の駅くにさき - アストくにさき - 富来橋 - 塩屋 - 堅来公民館 - 奥畑
  - 火曜のみの運行。

赤松線
- 国東バスターミナル - 道の駅くにさき - アストくにさき - 安国寺公民館 - 中山吹 - 京一 - 上京一
  - 水曜のみの運行。

小原線
- 国東バスターミナル - アストくにさき - 道の駅くにさき - 小原小学校 - 新貝 - 七巻神社
  - 木曜のみの運行。

治郎丸線
- 国東バスターミナル - アストくにさき - 道の駅くにさき - 下治郎丸公民館 - 上治郎丸中央 - 仲吉 - 上川内
  - 金曜のみの運行。

### 武蔵町・安岐町方面
山口線
- 市民病院 - 安岐バス停 - 沢掛入口 - 田中 - 安岐総合支所 - 南安岐小学校 - 山口公民館 - 樋村
  - 月曜のみの運行。

油留木線
- 市民病院 - 安岐バス停 - 沢掛入口 - 沢掛 - 安岐総合支所 - 小川 - 西安岐小学校 - 岡塚上 - 中台 - 上油留木上
  - 火曜のみの運行。

志和利線
- 武蔵隣保館 - 武蔵公民館 - 下志和利 - 小園
  - 水曜のみの運行。

吉松線
- 市民病院 - 安岐バス停 - 沢掛入口 - 安岐総合支所 - 小川 - 一ノ瀬公民館 - 草場 - 七郎公民館
  - 木曜のみの運行。

松ヶ迫・小ヶ倉線
- 武蔵隣保館 - 武蔵公民館 - 成吉公民館 - 手野公民館前 - 杉山 - 吉広城址入口 - 小ヶ倉公民館 - 松ヶ迫
  - 金曜のみの運行。